# Cvetan Veszelinov
Cvetan Veszelinov Dimitrov (bolgárul: Цветан Веселинов Димитров; Szófia, 1947. április 27. – 2018. február 25.) olimpiai ezüstérmes bolgár labdarúgó, csatár, edző.
1968 és 1971 között hat alkalommal szerepelt a bolgár válogatottban és két gólt szerzett. Tagja volt az 1968-as mexikóvárosi olimpián ezüstérmet szerzett csapatnak.

## Sikerei, díjai
Bulgária
- Olimpiai játékok
  - ezüstérmes: 1968, Mexikóváros

 Levszki Szofija
- Bolgár bajnokság
  - bajnok (3): 1967–68, 1969–70, 1973–74
- Bolgár kupa
  - győztes (3): 1967, 1970, 1971